# Yngve Hulling
Yngve Emanuel Hulling, född 9 juli 1897 i Kimstad i Östergötland, död 22 juli 1965 i Stockholm, var en svensk teckningslärare, målare, tecknare och grafiker. 
Hulling var son till godsägaren Lars Albert Hulling och Elin Regina Olofsson och gift med Ebba von Knorring. Hulling studerade vid Högre konstindustriella skolan 1915–1919 samt 1918–1923 och vid Konsthögskolan i Stockholm där han tilldelades kanslermedaljen för en landskapsmålning 1921. Separat ställde han ut på Norrköpings konstmuseum 1921 och han medverkade i samlingsutställningar med Östgöta konstförening och Sveriges allmänna konstförening. Hans konst består av porträtt och landskap i olja eller akvarell samt exlibris. Vid sidan av sitt eget skapande var han anställd som teckningslärare. Hulling är representerad med oljemålningen Gårdsbacke med får vid Östergötlands museum samt vid Norrköpings konstmuseum med Östgötskt landskap (1920).